# Giovanni Soglia Ceroni

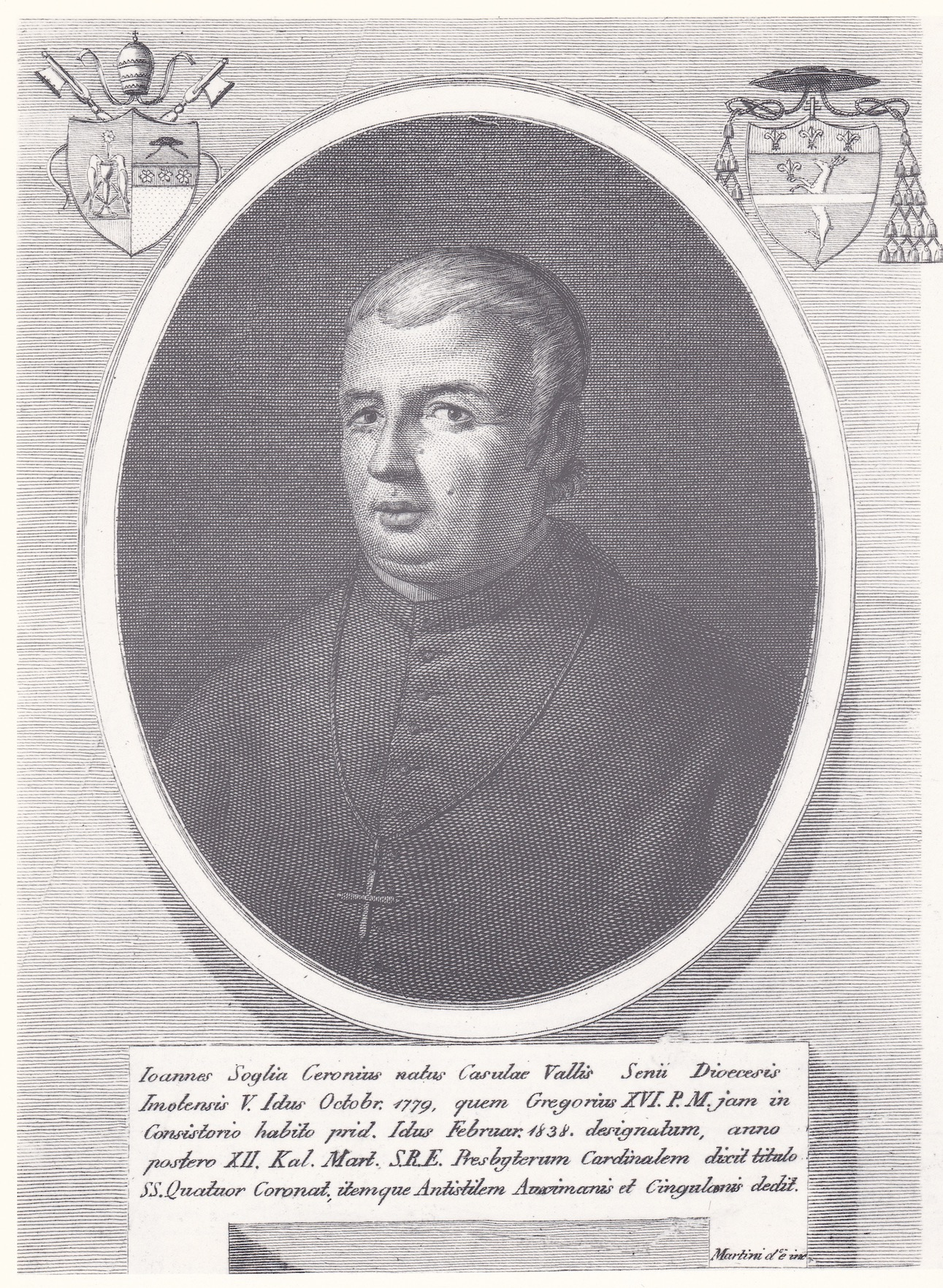
Giovanni Kardinal Soglia Ceroni

Giovanni Soglia Ceroni (* 10. Oktober 1779 in Casola Valsenio; † 12. August 1856 in Osimo) war ein italienischer Kurienerzbischof und Kardinal.

## Leben
Er begann seine Studien am Seminar von Imola und setzte das Philosophiestudium an der Universität Bologna fort, danach besuchte er das Collegio Romano in Rom, das er mit einem Doktortitel in Theologie abschloss. Sein Studium beendete er an der Universität La Sapienza, wo er am 22. Juli 1807 zum Doctor iuris utriusque promoviert wurde.
Die Priesterweihe empfing Giovanni Soglia Ceroni am 1. Januar 1803 und wurde Lektor an der Universität La Sapienza sowie Prüfer für den römischen Klerus. Der Papst ernannte ihn zum Päpstlichen Kammerherrn. Von 1819 bis 1823 war Giovanni Soglia Ceroni Almosenier Seiner Heiligkeit.
Am 2. Oktober 1826 wurde er zum Titularerzbischof von Ephesus ernannt. Die Bischofsweihe spendete ihm am 22. Oktober desselben Jahres Kardinal Francesco Bertazzoli, Mitkonsekratoren waren Kurienbischof Gregorio Muccioli und Giuseppe Perugini OSA, Sakristan Seiner Heiligkeit. Er wurde 1834 Sekretär der Studienkongregation und war ab dem 23. Juni 1834 Sekretär der Kongregation für die Bischöfe und Regularkleriker. Am 6. April 1835 wurde er zum Titularpatriarchen von Konstantinopel erhoben.
Papst Gregor XVI. kreierte Giovanni Soglia Ceroni im Konsistorium vom 12. Februar 1838 zum Kardinal in pectore und gab dies am 18. Februar 1839 bekannt, zugleich ernannte der Papst ihn zum Bischof von Osimo und Cingoli mit dem persönlichen Titel eines Erzbischofs. Den Kardinalshut und die Titelkirche Santi Quattro Coronati empfing er am 21. Februar desselben Jahres. 
Giovanni Soglia Ceroni nahm am Konklave 1846 teil, das Papst Pius IX. wählte. Er war vom 4. Juni bis zum 29. November 1848 Kardinalstaatssekretär.
Am 12. August 1856 starb Giovanni Soglia Ceroni in Osimo. Er wurde in der dortigen Kathedrale beigesetzt.